# 3e armée (France)
Pour les articles homonymes, voir 3e armée.
La 3e armée française est une unité de l'armée de terre française qui a combattu durant la Première et la Seconde Guerre mondiale.
C'est l'une des cinq armées créées et mises sur le pied de guerre par le Grand Quartier général lors du déclenchement du plan XVII en réponse à l’attaque allemande d'août 1914.

## Création et différentes dénominations
- 1914 : création de la 3e armée le 2 août, en application du Plan XVII.

## Commandement

### Chefs de la3earmée
- 2 - 30 août 1914 : général Ruffey
- 30 août 1914 - 22 juillet 1915 : général Sarrail
- 22 juillet 1915 - 15 octobre 1918 : général Humbert
- 23 octobre 1918 - 7 avril 1919 : général Humbert
- 1936-193. : général Giraud
- 2 septembre 1939 - 20 juin 1940 : général Condé

### Chefs d'état-major
- 2 - 30 août 1914 : général Grossetti
- 30 août 1914 - 27 juillet 1915 : colonel Lebouc
- 27 juillet 1915 - 16 septembre 1917 : lieutenant-colonel Tanant
- 16 septembre 1917 - 27 octobre 1918 : général Bernard
- 27 octobre 1918 - : colonel Benoit

## Première Guerre mondiale
La 3e armée de l'armée de terre française était commandée par le Général Ruffey, et comprenait trois Corps d'armée actifs ; les 4e, 5e et 6e, une division de cavalerie et trois divisions de réserve.

### Composition à la mobilisation

#### 4ecorpsd'armée
Constitué au Mans, il était formé des 7e et 8e divisions d'infanterie.
- 7e division d'infanterie
- 8e division d'infanterie
- Régiments d'infanterie (rattachés au 4e CA) :
  - 315e régiment d'infanterie
  - 317e régiment d'infanterie
- Cavalerie (rattachée au 4e CA) :
  - 14e régiment de hussards (4 escadrons)
- Artillerie (rattachée au 4e CA) :
  - 44e régiment d'artillerie de campagne (4 groupes)
- Génie (rattaché au 4e CA) :
  - 6e régiment du génie (compagnies 4/3, 4/4, 4/16, 4/21)
- Autres (rattaché au 4e CA) :
  - 4e escadron du train des équipages militaires
  - 4e section de secrétaires d'état-major et du recrutement
  - 4e section d'infirmiers militaires
  - 4e section de commis et ouvriers militaires d'administration

#### 5ecorpsd'armée
Constitué à Orléans avec des Parisiens et des cultivateurs du Loiret et de Seine-et-Marne, il pouvait compter sur les 31e et 131e régiments d'infanterie, sur le 46e, le fameux régiment de La Tour-d'Auvergne que commandait le colonel Malleterre.
- 9e division d'infanterie
- 10e division d'infanterie
- Régiments d'infanterie (rattachés au 5e CA) :
  - 313e régiment d'infanterie
  - 331e régiment d'infanterie
- Cavalerie (rattachée au 5e CA) :
  - 8e régiment de chasseurs à cheval (4 escadrons)
- Artillerie (rattachée au 5e CA) :
  - 45e régiment d'artillerie de campagne (4 groupes)
- Génie (rattaché au 5e CA) :
  - 1er régiment du génie (compagnies 5/3, 5/4, 5/16, 5/21)
- Autres (rattaché au 5e CA) :
  - 5e escadron du train des équipages militaires
  - 5e section de secrétaires d'état-major et du recrutement
  - 5e section d'infirmiers militaires
  - 5e section de commis et ouvriers militaires d'administration

#### 6ecorpsd'armée
Il était composé principalement de Parisiens et de Champenois.
À côté de régiments comme le 94e de Bar-le-Duc, où dominaient les « sangliers des Ardennes » et les Meusiens du Barrois, le 106e régiment d'infanterie, « le régiment d'acier » de Châlons-sur-Marne, mêlait des Bretons de l'active aux Parisiens et aux Champenois. Ce régiment que commandait, après le colonel Maistre, le colonel Collignon, était un des plus rudement entraînés de l'armée française. Son drapeau portait les noms de Biberach, Gênes, Wagram et Malojaroslawetz.
- 12e division d'infanterie
- 40e division d'infanterie
- Régiments d'Infanterie (rattachés au 6e CA) :
  - 107e brigade:
    - 301e régiment d'infanterie
    - 302e régiment d'infanterie
    - 304e régiment d'infanterie
- Cavalerie (rattachée au 6e CA) :
  - 12e régiment de chasseurs à cheval (4 escadrons)
- Artillerie (rattachée au 6e CA) :
  - 46e régiment d'artillerie de campagne (4 groupes)
- Génie (rattaché au 6e CA) :
  - 9e régiment du génie (compagnies 6/4, 6/5, 6/16, 6/21)
- Autres (rattaché au 6e CA) :
  - 6e escadron du train des équipages militaires
  - 6e section de secrétaires d'état-major et du recrutement
  - 6e section d'infirmiers militaires
  - 6e section de commis et ouvriers militaires d'administration

#### Éléments d'armée
Artillerie
2e régiment d'artillerie
- 1 groupe de 155 CTR
- 1 groupe de 120 L

4e régiment d'artillerie
- 3 groupes de 120 L

Cavalerie
- 7e division de cavalerie

Génie
- Compagnie de pontonniers 23/3 du 7e régiment du génie
- Compagnie de sapeurs télégraphistes no 3
- Détachement Radio E

Escadrilles aéronautiques
- Farman : MF2, HF7, HF13, MF16
- Dorand :

Divisions de réserve
3e groupe de divisions de réserve

### Historique

#### 1914
- 2 - 14 août : concentration dans la vallée de la Meuse par le 6e corps d'armée et la 7e division de cavalerie sur le front, Pont-à-Mousson (2e armée), Chambley-Bussières, Conflans-en-Jarnisy et Mangiennes (4e armée).
- 14 - 21 août : mouvement vers le nord-est, organisation de la ligne Pont-à-Mousson (2e armée), Chambley-Bussières, Étain, Jametz (4e armée), avec avant-garde sur l'Othain.

17 août : la subdivision de la 3e armée est constituée à droite de la 3e armée et remplacée le 22 août par l'armée de Lorraine.
21 août : mouvement offensif en direction générale d'Arlon.
- 22 - 24 août : engagée dans la bataille des Ardennes sur la Chiers et la Crusnes : progression jusqu'à la ligne Audun-le-Roman (armée de Lorraine), Beuveille, Cosnes-et-Romain et Robelmont (4e armée), puis à partir du 23 août repli sur la ligne Spincourt, Longuyon, Virton.
- 25 août - 1er septembre : à partir du 25 août, repli progressif sur la Meuse de Verdun (armée de Lorraine) à Sassey-sur-Meuse (4e armée).

27 - 30 août : défense des passages de la Meuse et des défilés nord de l'Argonne sur le front : Saint-Mihiel, Verdun, Dun-sur-Meuse, Grandpré. Le 27 août, le front est étendu à droite jusqu'à Pont-à-Mousson (2e armée) par suite de la dissolution de l'armée de Lorraine.
30 - 31 août : offensive et progression sur la ligne Buzancy, Consenvoye, Flabas.
- 1er - 6 septembre : repli progressif jusqu'au front : Verdun, Souilly, Vaubecourt, Laheycourt.
- 6 - 10 septembre : engagée dans la bataille de la Marne (bataille de Revigny) : résistance à la poussée allemande et combats sur le front Julvécourt, Ippécourt, Chaumont-sur-Aire, Rembercourt-Sommaisne, Louppy-le-Château, Vassincourt, Brabant-le-Roi, Sermaize-les-Bains (4e armée).
- 10 - 20 septembre : offensive de la gauche jusqu'à Rancourt-sur-Ornain et repli de la droite vers Courouvre, puis à partir du 13 septembre poursuite des troupes allemandes jusque sur la ligne : Vigneulles-lès-Hattonchâtel, Fresnes-en-Woëvre, région nord-ouest d'Étain, Ornes, Samogneux, Avocourt et Varennes-en-Argonne (4e armée) ; puis stabilisation et occupation de secteur sur le front précité.
- 20 - 29 septembre : violentes attaques allemandes sur les Hauts-de-Meuse, perte de Saint-Mihiel et des Hauts-de-Meuse jusqu'aux Éparges, (bataille de Flirey).
- 29 septembre - octobre : occupation du secteur Kœur-la-Grande (1re armée), Lacroix-sur-Meuse, Mouilly, Fresnes-en-Woëvre, région nord-ouest d'Étain, Ornes, Forges-sur-Meuse, bois de Malancourt, Boureuilles et le Four de Paris (4e armée).

octobre : attaques locales en direction d'Étain et au nord de Verdun. Reprise de Warcq, Saint-Maurice-sous-les-Côtes, Pintheville, Riaville, Champlon, Brabant-sur-Meuse et Haumont-près-Samogneux.
- 3 novembre : limite droite ramenée à Maizey (1re armée).
- 20 novembre : limite gauche (4e armée française) ramenée à l'Aire.
- décembre : attaques françaises sur Vauquois, Boureuilles et le bois des Forges.

14 décembre : limite droite portée à Kœur-la-Grande (1re armée).

#### 1915
- 8 janvier : déplacement du secteur vers la gauche de la Meuse (1re armée) et à l'Aisne.
- février - avril : combats journaliers en Argonne ; attaque de Vauquois et de Boureilles les 17 et 28 février ; prise de Vauquois le 1er mars.
- 3 avril : la place de Verdun (relevant directement du GPE) est la droite de la 3e armée : même limite qu'auparavant.
- 15 avril : la 1re armée (à laquelle la place de Verdun est rattachée) est à la droite de la 3e armée ; même limite.
- 8 mai : réduction du front à droite jusqu'à Béthincourt (1re armée).
- 31 mai : extension du front, à gauche jusqu'à Massiges (4e armée).
- 20 juin - 13 juillet : fortes attaques allemandes en Argonne.
- 14 juillet : contre-attaque française.
- 10 août : réduction du front à gauche jusqu'à l'Aisne (2e armée introduite sur le front). La Région Fortifiée de Verdun est introduite à droite de la 3e armée.
- 25 septembre : éléments engagés entre l'Argonne et l'Aisne dans la bataille de Champagne.

#### 1916
- 5 janvier : limite gauche portée à l'Aisne (4e armée), par suite du retrait de la 2e armée.
- 1er février : réduction du secteur à droite jusqu'à Avocourt (Région Fortifiée de Verdun).
- 26 février : la 2e armée remplace la Région Fortifiée de Verdun.
- 30 mars : limite droite portée à la corne sud-est du bois d'Avocourt (2e armée).
- 17 avril : limite droite ramenée à Avocourt (2e armée).
- 26 juin - 29 octobre : retrait du front, transport à Verberie et à partir du 30 juin, occupation d'un secteur entre Pernant (5e armée) et le bois des Loges (10e armée).
- 29 octobre - 15 novembre : retrait du front, transport dans la région de Noailles.
- 15 novembre 1916 - 17 mars 1917 : occupation d'un secteur entre le bois des Loges inclus (1re armée) et Maucourt (10e armée).

25 janvier : limite gauche portée à Génermont (10e armée) et le 5 février à Biaches en liaison avec l'armée britannique après retrait de la 10e armée.
février : relève progressive par l'armée britannique ; limite gauche ramenée à Génermont (13 février), puis à la route reliant Amiens et Roye.

#### 1917
- 17 mars - 12 avril : poursuite des troupes allemandes lors de l'opération Alberich et prise successives de Roye, Ham et Saint-Simon. Le 17 mars limite avec la 1re armée ligne Candor, Catigny, Guiscard. Le 19 mars, limite avec la 1re armée : ligne Guiscard, Cugny.

22 mars : extension de la zone d'action (retrait de la 1re armée). Avance jusqu'à la ligne Quincy-Basse (6e armée), Barisis-aux-Bois, Servais, abords ouest de La Fère, Moy, abord ouest de Saint-Quentin (armée britannique).
- 16 avril : éléments engagés dans la Bataille du Chemin des Dames vers Coucy, en liaison avec l'attaque de la 6e armée.
- 20 mai : extension du front, à gauche jusqu'à l'Omignon à la suite d'une relève de troupe britannique.

#### 1918
- 10 - 18 janvier : relève par des éléments britanniques entre Pontruet et Urvillers. Le 18 janvier, le reste du secteur passe aux ordres de la 6e armée. Retrait du front de la 3e armée.

À partir du 11 février, tenue prête à intervenir dans la région de la Somme (région britannique).
- 23 mars : à la suite de l'attaque allemande le 21 mars, le général commandant la 3e armée prend le commandement des forces alliées entre Barisis-aux-Bois à droite (liaison avec la 6e armée) et la route reliant Tugny-et-Pont, Dury et Ollezy à gauche (limite de l'armée britannique). Engagée dans la première bataille de Noyon (2e bataille de Picardie), jusqu'au 27 mars repli en combattant entre l'Oise (6e armée) et le route Nesle, Roye, Montdidier vers le sud de Noyon, de Lassigny et de Montdidier.
- 26 mars : introduction de la 1re armée sur le front à gauche de la 3e armée, limite route de Nesle, Roye, Montdidier.
- avril : stabilisation du front sur la ligne Ayencourt (1re armée), sud de Rollot, sud de Lassigny, Mont Renaud (6e armée).

3 avril : limite droite l'Oise (6e armée).
- 5 mai : limite droite (6e armée) portée à Varesnes.
- 27 mai - 2 juin : par la suite de l'offensive allemande du 27 mai sur la 6e armée (bataille de l'Aisne), repli de la droite de la 3e armée ; à partir du 30 mai, violents combats en particulier au mont de Choisy.
- juin : le 2 juin, introduction de la 10e armée à la droite de la 3e armée, limite Moulin-sous-Touvent.

À partir du 5 juin, stabilisation de la droite de l'armée sur le front Pontoise-lès-Noyon, Moulin-sous-Touvent.
À partir du 9 juin, bataille du Matz attaque allemande en direction de Compiègne, entre l'Oise et la voie ferrée Montdidier, Saint-Just-en-Chaussée, puis le 11 juin contre-attaque française (groupement Mangin) entre Courcelles-Epayelles et Gournay-sur-Aronde.
11 juin : limite entre la 3e et la 10e armée reportée sur l'Oise.
13 juin : stabilisation sur le front : confluent du Matz, Antheuil-Portes, Courcelles-Epayelles, Domfront.
- 10 - 30 août : engagée dans la 3e bataille de Picardie, d'abord dans la bataille de Montdidier progression vers Boulogne-la-Grasse, Conchy-les-Pots et Beuvraignes (1re armée) ; puis à partir du 17 août dans la seconde bataille de Noyon, progression en direction de Noyon.
- 30 août - 14 septembre : engagée dans la poussée vers la position Hindenburg ; prise de Noyon progression vers l'est au-delà du canal Crozat ; puis organisation du front, Barisis-aux-Bois (10e armée), est de Tergnier, Remigny (1re armée).
- 14 septembre - 27 octobre : retrait du front (la 1re armée prend le secteur de la 3e armée).
- 27 octobre - 5 novembre : engagée dans la bataille de la Serre au nord de Laon, vers Marchais, Pouilly-sur-Serre : progression sur les deux rives de la Serre, puis organisation des positions conquises au nord de la ligne Sissonne (5e armée), Pierrepont, Crécy-sur-Serre (1re armée).
- 5 - 11 novembre : engagée dans la poussée vers la Meuse ; poursuite par Marle, Rozoy-sur-Serre, Vervins, Aubenton vers la région sud de Revin (5e armée), Rocroi et Rièzes (1re armée).

## Seconde Guerre mondiale
La IIIe armée fut mobilisée pour occuper la Ligne Maginot au sud du Luxembourg et de la Sarre. Commandée par le général Condé, elle vit son front s'étendre avec le transfert de la IVe armée dans l'Aisne, puis subit l'opération « Tiger » en juin. Encerclée en Lorraine par Guderian qui déferle vers la Suisse, elle fut contrainte à la reddition même si des ouvrages fortifiés résistèrent jusqu'en juillet.

### Composition au 10 mai 1940
- Groupe de bataillons de chars 511
  - 5e bataillon de chars de combat (R 35)
  - 12e bataillon de chars de combat (R 35)

- Groupe de bataillons de chars 513
  - 29e bataillon de chars de combat (FT)
  - 51e bataillon de chars de combat (2C)

- Groupe de bataillons de chars 520
  - 23e bataillon de chars de combat (R 35)
  - 30e bataillon de chars de combat (FT)

- Groupe de bataillons de chars 532
  - 43e bataillon de chars de combat (R 35)

- 3e division légère de cavalerie

- 1re brigade de spahis

- 6e division d'infanterie

- 7e division d'infanterie

- 8e division d'infanterie

- 6e division d'infanterie coloniale

- 6e division d'infanterie nord-africaine

- Corps d'armée colonial
  - 2e division d'infanterie
  - 51st Highland Division
  - 56e division d'infanterie
  - Secteur fortifié de Thionville

- 6e corps d'armée
  - 26e division d'infanterie
  - 42e division d'infanterie
  - Secteur fortifié de Boulay

- 24e corps d'armée
  - 51e division d'infanterie

- 42e corps d'armée de forteresse
  - 20e division d'infanterie
  - 58e division d'infanterie